# Gruta do Cabeço do Carvalhal
A Gruta do Cabeço do Carvalhal é uma gruta portuguesa localizada na freguesia das Lajes do Pico, concelho das Lajes do Pico, ilha do Pico, arquipélago dos Açores.
Esta cavidade apresenta uma geomorfologia de origem vulcânica em forma de tubo de lava localizado em cone vulcânico com cratera. Esta estrutura geológica apresenta uma largura de 4 m. por uma altura também máxima de 7 m.